# Rio Munim
Rio Munim är ett vattendrag i Brasilien.   Det ligger i delstaten Maranhão, i den nordöstra delen av landet, 1 500 km norr om huvudstaden Brasília.
Omgivningen kring Rio Munim är huvudsakligen savann. Området är  glesbefolkat, med 8 invånare per kvadratkilometer.